# Tunsjön (Ytterlännäs socken, Ångermanland)
Tunsjön är en sjö i Kramfors kommun i Ångermanland och ingår i Ångermanälvens huvudavrinningsområde. Sjön har en area på 3,76 kvadratkilometer och ligger 133 meter över havet. Sjön avvattnas av vattendraget Bruksån.

## Delavrinningsområde
Tunsjön ingår i det delavrinningsområde (699685-158070) som SMHI kallar för Utloppet av Tunsjön. Medelhöjden är 202 meter över havet och ytan är 27,82 kvadratkilometer. Räknas de 6 avrinningsområdena uppströms in blir den ackumulerade arean 83,95 kvadratkilometer. Bruksån som avvattnar avrinningsområdet har biflödesordning 2, vilket innebär att vattnet flödar genom totalt 2 vattendrag innan det når havet efter 49 kilometer. Avrinningsområdet består mestadels av skog (70 procent). Avrinningsområdet har 3,71 kvadratkilometer vattenytor vilket ger det en sjöprocent på 13,3 procent.